# がん研究会
公益財団法人がん研究会（がんけんきゅうかい、Japanese Foundation for Cancer Research）は、1908年（明治41年）に創立された日本初のがん専門の研究機関である。通称「がん研」。
がん研は日本におけるがん研究及び治療機関の最高峰の1つとして知られている。がん治療においては、国立がん研究センター病院と共に日本屈指の医療機関。
がん研究会のシンボルマークは「蟹」であるが、これは癌を英語で「cancer」といい、癌と同時に蟹座を意味する言葉であることに由来する。
名誉総裁には上皇明仁の弟宮（今上天皇の叔父）・常陸宮正仁親王を迎えている。

## 沿革
「がん撲滅をもって人類の福祉に貢献する」という基本理念をもとに、当時の日本の政財官学界の重鎮であった青山胤通、山極勝三郎、渋沢栄一、桂太郎が中心となって創立した（発足時は旧字で「癌研究會」）。
高松宮妃や、後に東京大学総長に就任する長與又郎等の尽力により、1934年（昭和9年）に、がん専門の研究所と病院を開設した。
2005年（平成17年）に、長年拠点としていたが手狭となった癌研究会付属病院（東京都豊島区上池袋・最寄り駅は大塚駅）から、広い臨海地区に新設した最新の設備を有するがん研究会有明病院（東京都江東区有明）に移転し、引き続き、日本のがん研究、診療の一大拠点となっている。病院の移転と供に研究所も同じ場所に移転している。
また、有明地区への移転と同時に国内有数の緩和ケア病床（≒ホスピス）を新設し、終末期医療に対する取り組みも先進的なものとなった。
2011年（平成23年）から公益財団法人に移行し、同時に名称を「癌研究会」から「がん研究会」に改めた。

## 構成
以下の組織で構成されている。
- 研究
  - がん研究所
  - がん化学療法センター
  - がんプレシジョン医療研究センター
- 診療
  - がん研究会有明病院
  - 健診センター
  - 臨床研究センター
- 教育
  - 細胞検査士養成所

## 関連図書
- 「癌研究会七十五年史」同史編纂委員会編 財団法人癌研究会発行（1989年（平成元年））
- 「がんけん」「がんけん」編集委員会発行、年数回発行